# Omiostola adamantea
Omiostola adamantea är en fjärilsart som beskrevs av Edward Meyrick 1922. Omiostola adamantea ingår i släktet Omiostola och familjen vecklare. Inga underarter finns listade i Catalogue of Life.